# Gomphus ventricosus
Gomphus ventricosus là loài chuồn chuồn trong họ Gomphidae. Loài này được Walsh mô tả khoa học đầu tiên năm 1863.